# کیم بومی (ورزشکار تیراندازی)
کیم بو‐می (زاده ۱۱ اکتبر ۱۹۹۸) یک ورزشکار تیراندازی اهل کره جنوبی است. او در مسابقات تیراندازی قهرمانی جهان ۲۰۱۸ شرکت کرد و مدال گرفت.